# Auibra
Auibra (Auibre, Au-ib-ra, Au-ib-re; Ra (Re) = bog Sunca) je bio princ drevnog Egipta, sin princa Džedefhora i njegove žene te unuk faraona Kufua i kraljice Meritites I. Bio je i bratić faraona Menkaure. Džedefhor je Auibri napisao tekst u kojem iznosi pravila za dobar život.